# Ritratto di Alessandro Manzoni
Ritratto di Alessandro Manzoni é um retrato a óleo sobre tela de 1841 de Alessandro Manzoni de autoria de Francesco Hayez. Pertence ao acervo da Pinacoteca di Brera.

## História
A obra foi encomendado em 1840 pela segunda esposa de Manzoni, a condessa Teresa Borri Stampa e seu filho Stefano. Após quinze sessões, o pintor concluiu o trabalho em 26 de junho de 1841. Oito anos depois, Teresa encomendou um retrato de si mesma ao mesmo artista.